# Vivy (Francja)
Vivy – miejscowość i gmina we Francji, w regionie Kraj Loary, w departamencie Maine i Loara.
Według danych na rok 2010 gminę zamieszkiwało 2413 osób, a gęstość zaludnienia wynosiła 103 osoby/km².